# Castle Donovan
Castle Donovan (irsk: Caisleán Uí Dhonnabháin) eller Castledonovan eller O'Donovan's Castle er ruinerne af et beboelsestårn eller túrtheach, der ligger i dalen nær Drimoleague, som fungerede som sæde for Clann Cathail-grenen af O'Donovan-familien i 1500-tallet.
Borgens oprindelige navn, og navnet på den, da O'Donovan-familien boede der var Sowagh (eller Sooagh, Suagh) før 1600-tallet. Navnet blev ændret til Castle Donovan efter  Manor of the Castle of O'Donovan, i 1615, hvor den bliver associeret med overgivelsen til James 2. af England.
Ruinen er omkring 18 m høj og står på en stor klippe ud til floden Ilen. Man mener den blev bygget, i hvert fald til dels, af Donal of the Hides, Lord of Clancahill fra omkring 1560 til hans død i 1584. Hans søn Donal II O'Donovan reparerede og ombyggede den årtier senere, men boede her ikke.